# Liste der Naturdenkmale in Veitsrodt
Die Liste der Naturdenkmale in Veitsrodt nennt die im Gemeindegebiet von Veitsrodt ausgewiesenen Naturdenkmale (Stand 15. Juli 2013).

## Naturdenkmale
| Nr.         | Bezeichnung                       | Lage                                      | Beschreibung            | Bild                                    |
| ----------- | --------------------------------- | ----------------------------------------- | ----------------------- | --------------------------------------- |
| ND-7134-458 | Eiche in der Nähe der Ziegelhütte | südlich des Ortes an der L 177 Lage       | Quercus sp.             | Direkt Bild zu diesem Denkmal hochladen |
| ND-7134-460 | Baumgruppe an der L 177           | nördlich des Ortes; Flur In der Dell Lage | Quercus sp., vier Bäume | Direkt Bild zu diesem Denkmal hochladen |